# Anthony Salsi
Anthony Salsi, plus connu sous le pseudonyme Astronophilos, né le 1er mars 1996 à Nice, est un astrophysicien, astrophotographe et vulgarisateur scientifique français. Il diffuse des contenus liés à l’astronomie sur les réseaux sociaux et est connu pour ses photographies astronomiques réalisées en milieu urbain.

## Biographie
Anthony Salsi est né le 1er mars 1996 à Nice. Il s’intéresse à l’astronomie dès son plus jeune âge et débute l’astrophotographie depuis son balcon à Nice, prouvant ainsi qu'il est possible de faire de l'astronomie dans un milieu pollué,,.

## Carrière
Anthony Salsi est astrophysicien spécialisé dans la physique stellaire et les distances dans l'Univers. Il a soutenu en 2021 une thèse de doctorat à l’Observatoire de la Côte d'Azur,,. 
Pendant les confinements liés à la pandémie de Covid-19 en France en 2020, il s'engage dans la vulgarisation scientifique sous le pseudonyme Astronophilos.

## Vulgarisation scientifique
Sous son alias Astronophilos, il publie quotidiennement des vidéos pédagogiques et des photographies astronomiques sur les réseaux sociaux. Avec plusieurs centaines de milliers d’abonnés, Anthony Salsi figure parmi les scientifiques français disposant d’une visibilité notable sur ces plateformes,,.
Anthony Salsi est reconnu pour avoir popularisé l’astrophotographie en milieu urbain, notamment depuis un balcon ou une terrasse, ce qui lui vaut le surnom de « l’astro-photographe du balcon » dans certains médias,,.
En décembre 2024, il est l'invité de Guillaume Pley dans l'émission Legend, dont l’épisode cumule près de 2 millions de vues.

## Publications
Anthony Salsi est l'auteur des préfaces de trois ouvrages de la collection Objectif Astro aux éditions De Boeck Supérieur.

## Distinctions et reconnaissance
Anthony Salsi est reconnu pour sa contribution à la vulgarisation de la science et l’astronomie en France,,,.